# Deng Mengrong
Deng Mengrong (chinesisch 鄧猛榮, Pinyin Dèng Měngróng; * 5. März 1990) ist eine chinesische Gewichtheberin. Sie wurde 2014 Weltmeister in der Gewichtsklasse bis 58 kg Körpergewicht.

## Werdegang
Deng Mengrong stammt aus dem Autonomen Gebiet Guangxi. Sie begann dort als Jugendliche mit dem Gewichtheben. Einzelheiten darüber, wer sie wann entdeckt hat und wer ihr Trainer ist, sind bisher nicht bekannt. Ihr erster Start bei einer internationalen Meisterschaft erfolgte im Juni 2009. Sie gewann dabei bei der Junioren-Weltmeisterschaft (U 20) in Bukarest in der Gewichtsklasse bis 58 kg mit 218 kg (98–120) alle drei Titel (Zweikampf, Reißen und Stoßen). Im Oktober 2009 nahm sie auch an der chinesischen Meisterschaft der Damen in der gleichen Gewichtsklasse teil und steigerte dort ihre Zweikampfleistung auf 234 kg (106–128). Trotzdem kam sie mit dieser sehr guten Leistung nur auf den 7. Platz, was die enorme Leistungsstärke im chinesischen Frauen-Gewichtheben sowohl in der Spitze als auch in der Breite zeigt.
Im April 2010 wurde Deng Mengrong in Taschkent in der Gewichtsklasse bis 58 kg asiatische Juniorenmeisterin (U 20). Dazu reichte ihr eine Zweikampfleistung von 221 kg (98–123). Zwei Monate später wurde sie in Sofia mit genau den gleichen Leistungen wieder Junioren-Weltmeisterin (U 20) im Zweikampf, Reißen und Stoßen.
2011 kam sie bei der chinesischen Meisterschaft der Damen in der Gewichtsklasse bis 63 kg mit 236 kg (104–132) hinter Zhou Wenyu, die auf 240 kg (108–132) kam auf den 2. Platz. Bei internationalen Meisterschaften wurde sie in diesem Jahr nicht eingesetzt. Im April 2012 wurde sie in Pyoengtaek/Südkorea in der Gewichtsklasse bis 63 kg mit einer Zweikampfleistung von 244 kg (108–136) Asienmeisterin vor Zhou Wenyu, die zwar ebenfalls 244 kg (108–136) erzielte, aber etwas schwerer war als sie. Bei den Olympischen Spielen 2012 in London wurde Deng Mengrong nicht eingesetzt. Das lag wohl in erster Linie daran, dass das IOC im Damen-Gewichtheben bei sechs olympischen Gewichtsklassen selbst bei den stärksten Nationen die Zahl der Teilnehmerinnen auf vier beschränkt hatte. So wurde in London in der Gewichtsklasse bis 63 kg eine Athletin aus einem anderen Land Olympiasiegerin mit einer Leistung, die weit unter der von Deng Mengrong lag.
2013 wurde Deng Mengrong in der Gewichtsklasse bis 63 kg mit einer Zweikampfleistung von 251 kg (113–138) erstmals chinesische Meisterin bei den Damen. Sie wurde daraufhin auch bei der Weltmeisterschaft dieses Jahres in Wrocław in dieser Gewichtsklasse eingesetzt. Dort kam sie aber mit 244 kg (108–136) nicht ganz an diese Leistung heran und belegte hinter Tima Turiewa, Russland, 252 kg (112–140) und Jo Pok-hyang, Nordkorea, 249 kg (109–140) den 3. Platz.
Bei der chinesischen Meisterschaft 2014 wechselte sie wieder in die Gewichtsklasse bis 58 kg Körpergewicht und wurde mit einer Zweikampfleistung von 233 kg (103–130) erneut chinesische Meisterin. Auch bei der Weltmeisterschaft dieses Jahres in Almaty war sie in dieser Gewichtsklasse am Start. Sie erzielte in Almaty im Zweikampf 235 kg (105–130) und wurde damit erstmals Weltmeisterin bei den Frauen vor Ri Jong-hwa, Nordkorea, 232 kg (99–133) und Sukanya Srisurat, Thailand, 231 kg (106–125).

## Internationale Erfolge
| Jahr | Platz | Wettbewerb                                           | Gewichtsklasse | Ergebnisse |
| 2009 | 1.    | Junioren-WM (U 20) in Bukarest                       | bis 58 kg      | mit 218 kg (98–120), vor Roxana Cocoș, Rumänien, 208 kg (91–117) und Pattama Kuntawee, Thailand, 198 kg (84–115)    |
| 2010 | 1.    | Asiatische Juniorenmeisterschaft (U 20) in Taschkent | bis 58 kg      | mit 221 kg (98–123), vor Hidilyn Diaz, Philippinen, 195 kg                                                          |
| 2010 | 1.    | Junioren-WM (U 20) in Sofia                          | bis 58 kg      | mit 221 kg (98–123), vor Pimsiri Sirikaew, Thailand, 210 kg (90–120) und Lina Rivas, Kolumbien, 205 kg (91–114)     |
| 2012 | 1.    | Asienmeisterschaft in Pyoengtaek/Südkorea            | bis 63 kg      | mit 244 kg (108–136), vor Zhou Wenyu, China, 244 kg (108–136) und Rattikan Gulnoi, Thailand, 226 kg (96–130)        |
| 2013 | 3.    | WM in Wrocław                                        | bis 63 kg      | mit 244 kg (108–136), hinter Tima Turiewa, Russland, 252 kg (112–140) und Jo Pok-hyang, Nordkorea, 249 kg (109–140) |
| 2014 | 1.    | WM in Almaty                                         | bis 58 kg      | mit 235 kg (105–130), vor Ri Jong-hwa, Nordkorea, 232 kg (99–133) und Sukanya Srisurat, Thailand, 231 kg (106–125)  |

## WM-Einzelmedaillen
- WM-Silbermedaillen: 2014/Reißen
- WM-Bronzemedaillen: 2013/Reißen – 2013/Stoßen – 2014/Stoßen

## Chinesische Meisterschaften
| Jahr | Platz | Gewichtsklasse | Ergebnisse                                                                                |
| 2009 | 7.    | bis 58 kg      | mit 234 kg (106–128); Siegerin: Li Xueying, 251 kg (111–140)                              |
| 2011 | 2.    | bis 63 kg      | mit 236 kg (104–132), hinter Zhou Wenyu, 240 kg (108–132)                                 |
| 2013 | 1.    | bis 63 kg      | mit 251 kg (113–138), vor Zhang Ruixiang, 237 kg (105–132) und Chen Xue, 237 kg (105–132) |
| 2014 | 1.    | bis 58 kg      | mit 233 kg (103–130), vor Zhou Jun, 230 kg und Wang Shuai, 229 kg                         |

Erläuterungen
- alle Wettkämpfe im Zweikampf, bestehend aus Reißen und Stoßen
- WM = Weltmeisterschaft